# John McCarthy (Komponist)

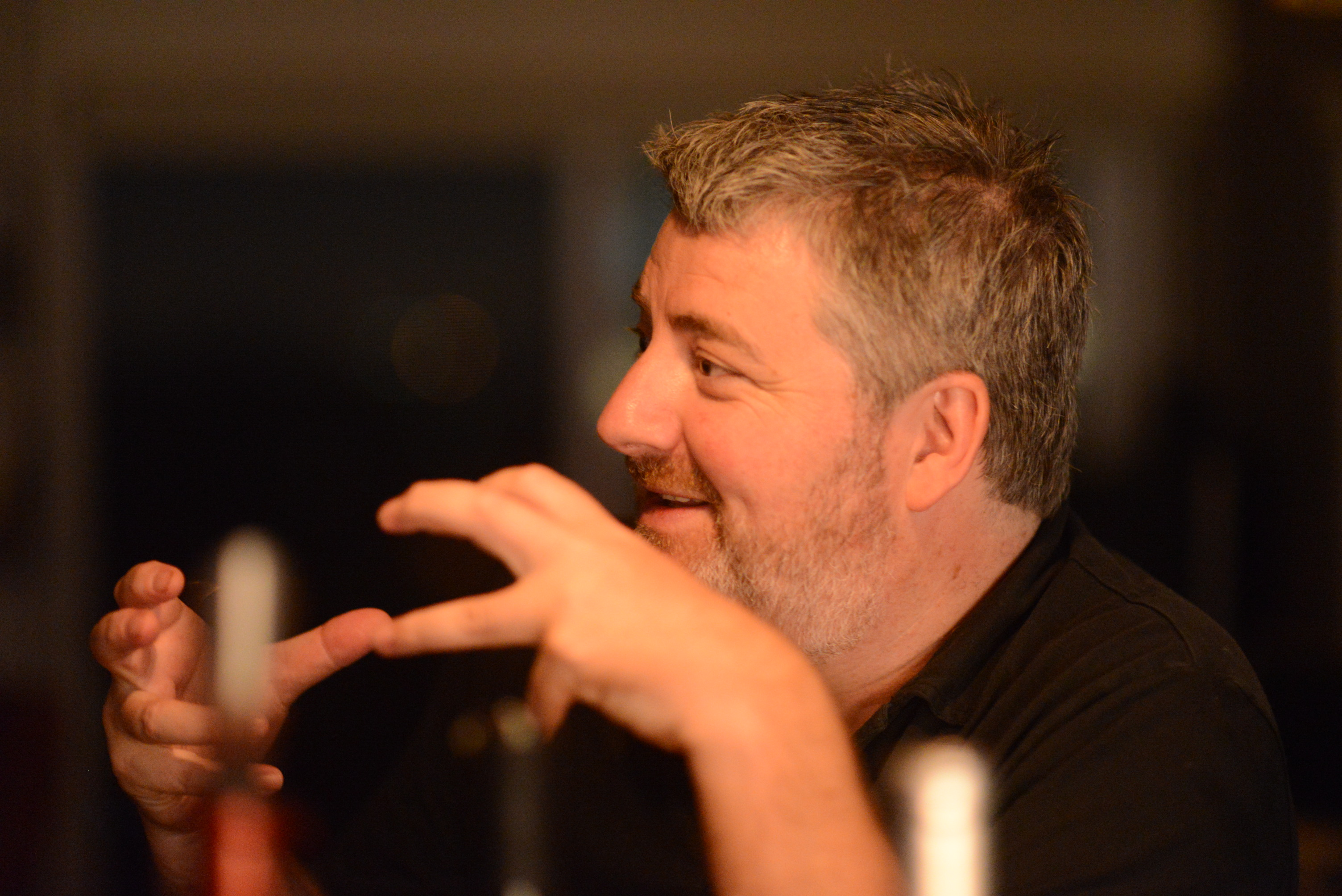
John McCarthy (2013)

John McCarthy (* 27. Juni 1961 in Toronto, Ontario) ist ein kanadischer Komponist.

## Leben
John McCarthy ist der jüngere Bruder der kanadischen Schauspielerin Sheila McCarthy. Nachdem er mit seiner Komposition für Liebe und andere Grausamkeiten als Filmkomponist für einen Langspielfilm debütierte, etablierte sich McCarthy mit weiteren Musiken zu Filmen wie Invincible – Die Liga der Unbesiegbaren, Zebra Lounge und Tempo. Er komponierte von 1994 bis 1996 die Musik zu 41 Folgen der Fernsehserie Ein Mountie in Chicago, wofür er jeweils 1995 und 1996 für den kanadischen Fernsehpreis Gemini Award nominiert wurde. Einen Genie Award erhielt er für seine Arbeit an dem Filmdrama The Stone Angel.

## Filmografie

### Filme
- 1993: Liebe und andere Grausamkeiten (Love & Human Remains)
- 1995: Vermächtnis des Bösen (The Possession of Michael D.)
- 1996: Süßer Engel Tod (Sweet Angel Mine)
- 1997: Shadowzone 2: Voodoo im Klassenzimmer (Shadow Zone: My Teacher Ate My Homework)
- 1998: Boy Meets Girl – Liebe wirkt Wunder (Boy Meets Girl)
- 1999: Hard Time – Unschuldig verurteilt (Hard Time)
- 2000: Mama – Voll cool (Virtual Mom)
- 2001: Dischord – Wenn Musiker morden (Dischord)
- 2001: Invincible – Die Liga der Unbesiegbaren (Invincible)
- 2001: Turbulence 3 (Turbulence 3: Heavy Metal)
- 2001: Zebra Lounge
- 2003: Tempo
- 2007: The Stone Angel
- 2011: Faces in the Crowd

### Serien
- 1994–1996: Ein Mountie in Chicago (Due South, 41 Folgen)
- 1997: Spicy City (sechs Folgen)
- 2005–2007: Jonny Zero (sieben Folgen)
- 2008: My Own Worst Enemy (neun Folgen)
- 2015: Battle Creek (zwei Folgen)